# 解釈文法
解釈文法（かいしゃくぶんぽう）とは、主に古典を解釈するための文法を指す。本記事では「日本の古典文学をいかに理解するか」を主とした文法学について取り上げる。

## 概要
鈴木康之によれば、「古典を現代語に訳すための文法として重宝されてきたということである。現に、高校の文法指導では文語の体系がどうであるかというようなことよりも、いかに現代語訳にしたらよいのかということに焦点があわされている」「その程度の訳しかたさえできればよいというのであれば、いまの文語文法でもわるくはない」という。
古典作品を解釈するには、現代の文化と当時の文化の違いにも配慮する必要があるので、「意味解釈」には歴史的な理解も必要であり、単に「文法」にとどまらず、「その作品が、どのような文化的な背景によって創作されたか」に踏みこまざるを得ないので、「解釈文法」という呼称には異論がある。

## 具体例
助詞「が」は「とりたて詞のガ」の意味もあるが、「我が家」「君が代」などの「所属のガ」の意味もある。「これを現代語に訳すとしたら、どういう表現が適切であろうか？」というのが、解釈文法の立場である。この意味では、古英語やドイツ語などの外国語にも、解釈文法的な視線は向けられている。哲学科の学生は「ザイン」を「存在する」と脳内変換するとなだいなだは述べている。